# Рашизм
Раши́зм (руси́зм, росси́йский фаши́зм, англ. ruscism, rashism) — термин, применяемый рядом исследователей, политиков и журналистов для описания идеологии, социальных практик и политического режима России с приходом к власти Владимира Путина. «Рашизм» подчёркивает агрессивный характер политического строя, экспансионистскую внешнюю политику, ультранационализм, культ личности и шовинизм.
Считается, что слог «раш» отсылает к транскрипции слова Russia (с англ. — «Россия»; произн. Раша), второй слог «изм» указывает на наличие в России насильственной идеологии, скорее всего, — фашизма. «Рашистами» называют российских солдат, участвующих во вторжении на Украину, а также сторонников путинского режима.
В публичном дискурсе «рашизм» начали использовать после войны в Грузии в 2008 году. Однако наибольшую популярность термин получил после аннексии Крыма Россией и последующей за ней российско-украинской войны со вторжением российских войск в Славянск под руководством Игоря Стрелкова и началом войны в Донбассе, в которую переросла объявленная Александром Турчиновым в 2014 году антитеррористическая операция.

## Значение
На июль 2022 года термин «рашизм» не имел однозначного толкования, а его этимология по-прежнему являлась предметом споров. Предполагается, что слово содержит отсылки одновременно к итальянскому, русскому и английскому языкам. Так, слог «раш-» является аналогией к транскрипции слова Russia (с англ. — «Россия»), произносимому как «Раша», и одновременно к уничижительному жаргону «Рашка». Второй слог «-изм» отсылает к насильственной идеологии, скорее всего — фашизму. По другим версиям, «-изм» одновременно обозначает «фашизм» и «расизм». Отсылку к фашизму, а не национал-социализму объясняют языковой спецификой постсоветского пространства, где «фашизм» является наиболее часто встречаемым термином для обозначения немецкого и итальянского режимов XX века.
Согласно американскому историку Тимоти Снайдеру, термин отражает уникальную билингвальность украинского общества, где «рашизм» звучит как «фашизм», но со звуком «р» вместо «ф» в начале. Ближайшим синонимом к нему будет «русский фашизм». Снайдер также предлагает транслитерировать термин на английский как «ruscism», таким образом подчёркивая, что он имеет нечто общее с Россией (англ. Russia), политикой («ism») и правым дискурсом («ascism»).
Термин «рашизм» не является научным. Обычно его используют для придания оценки правой идеологии, которая лежит в основе путинского режима. Также «рашизм» трактуют как синоним «российского фашизма» или «фашистских методов», используемых российской армией на Украине. В свою очередь, «рашистами» называют российских солдат и всех поддерживающих войну россиян.
Термин также является реакционным — он возник в ответ на не соответствующие действительности обвинения Украины в фашизме со стороны России и провозглашение политики «денацификации». Слово задумывалось как оскорбление, поэтому часто употребляется вместе с другими уничижительными терминами, указывающими на сходство путинского и гитлеровского режимов — например, «Путлер» (сравнение Путина с Гитлером) и «Путинюгенд» или «Путлерюгенд» (сравнение прокремлёвских молодёжных организаций: Наши, Идущие вместе, Юнармия c Гитлерюгендом).

## История использования

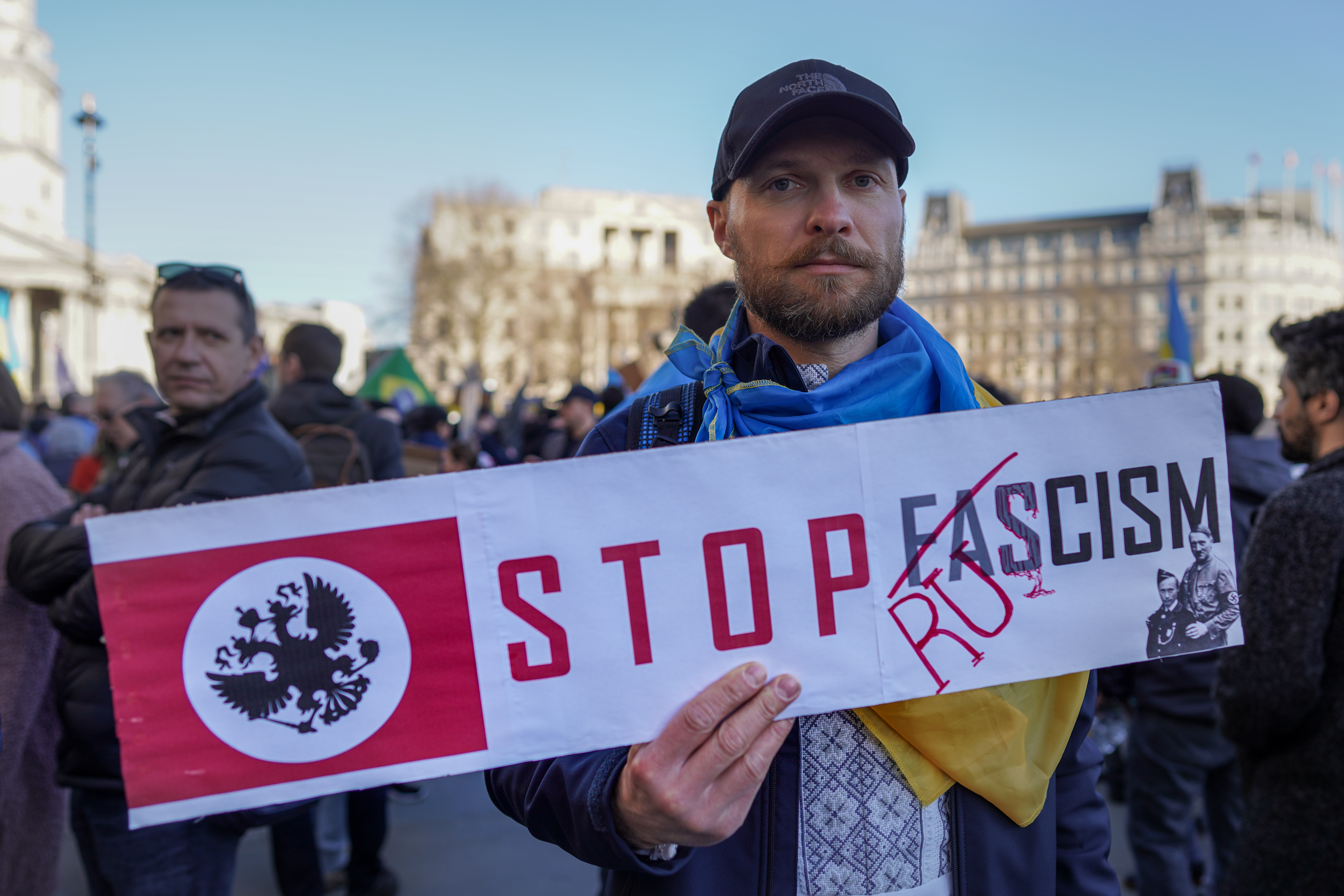
Протест против войны на Украине, февраль 2022 года

Впервые термин был использован журналистом Николаем Андреевым в статье «Обыкновенный рашизм», опубликованной в 1990 году в «Огоньке». «Рашизм» в трактовке Андреева отсылал к идеологическим взглядам Карема Раша — российского милитаристского писателя курдского происхождения, известного своим воинственным патриотизмом. Одна из работ К. Раша, широко публиковавшаяся по специальному указанию министра обороны СССР, была переведена в Пентагоне и опубликована в США.
И уж если на то пошло, говорю, коли взять сто журналистов, и сто учёных, и сто инженеров, и сто шоферов, и сто врачей, и сто… впрочем, кого угодно, то сто любых офицеров будут всегда лучше всех. […] Какие темы мы можем предложить молодёжи? Вкус к дисциплине. Дисциплина и благородство. Дисциплина и честь. Дисциплина как проявление созидающей воли. Дисциплина – это порядок. Порядок создаёт ритм, а ритм рождает свободы. Беспорядок — это хаос. Хаос — это гнёт. Беспорядок — это рабство. Армия — это дисциплина.Карем Раш
Андреев раскритиковал Раша за «милитаристское мышление», указав на то, что вторжение на танках в другое суверенное государство не является «благородным делом, сколько бы Раш и его соратники по образу мыслей ни силились это доказать». Хотя статью Андреева неоднократно цитировали другие авторы, в тот период термин не получил дальнейшего распространения.
В своём нынешнем значении «рашизм» начали использовать после вторжения российских войск в Грузию в августе 2008 года. Спустя два года украинский журналист Остап Крывдык впервые определил «рашизм» как «идеологию и практику правящего режима Российской Федерации».
В украинском медиадискурсе термин стал появляться после российской аннексии Крыма в 2014 году. Однако наибольшее распространение он получил c началом полномасштабной войны в феврале 2022 года. С того момента термины «рашизм» и «рашисты» широко использует военная и политическая элита Украины, а также журналисты, инфлюэнсеры, блоггеры. Так, 11 марта секретарь СНБО Украины Алексей Данилов призвал использовать слово «рашизм», подчеркнув, что «рашисты» превзошли фашистов в жестокости:
Раньше не было такой возможности уничтожать города таким количеством авиационных бомб, такого снаряжения, не было такой силы. Сейчас совсем другие мощности и они ими пользуются как изверги.
14 апреля 2022 года Верховная Рада признала Российскую Федерацию террористическим государством с тоталитарным неонацистским режимом и запретила пропаганду акта российской агрессии против Украины. 23 апреля президент Украины Владимир Зеленский публично уточнил понятие «рашизм»:
Слово новое, а поступки такие же, какие были 80 лет назад в Европе, потому что за все эти 80 лет на нашем континенте таких варварств просто не было. Поэтому рашизм — это понятие, которое будет в исторических книгах, будет в условных Википедиях, останется на уроках. И за партами маленькие детишки во всем мире будут вставать и отвечать учителям, когда этот рашизм начался, на какой земле, кто победил в борьбе за свободу против именно этого страшного понятия.Владимир Зеленский
В апреле 2022 года в украиноязычном разделе Википедии появилась статья о рашизме. Уже к концу месяца она была переведена на английский, немецкий, французский, турецкий, португальский, белорусский языки. Создание страницы в русскоязычной Википедии было сопряжено с многократными удалениями и восстановлениями. 18 мая 2022 года Роскомнадзор потребовал от Фонда Викимедиа удалить статью о рашизме из англоязычной Википедии из-за «содержания недостоверной информации о целях и форме специальной военной операции вооруженных сил Российской Федерации на территории Украины».
В мае 2022 года Парламентский комитет по гуманитарной и информационной политики Украины призвал журналистов и медиа организации к употреблению слова «рашизм» и производных от него в своих публикациях и эфирах. В этом же месяце украинские активисты отправили запрос на добавления термина в Оксфордский и Кембриджский словари. Информационная кампания по распространению информации о рашизме называлась #BrandNewFascism (с англ. — «Абсолютно новый фашизм»).
В августе 2022 года Министерство образования и науки Украины внесло ряд изменений в школьную учебную программу в связи с военным вторжением России. В частности, в программу были добавлены понятия «русский мир» и «рашизм». В мае 2023 года Верховная рада Украины ввела термин рашизм в законодательство, приняв постановление «Об использовании политическим режимом Российской Федерации идеологии рашизма, осуждении принципов и практик рашизма как тоталитарных и человеконенавистнических».

## Трактовки

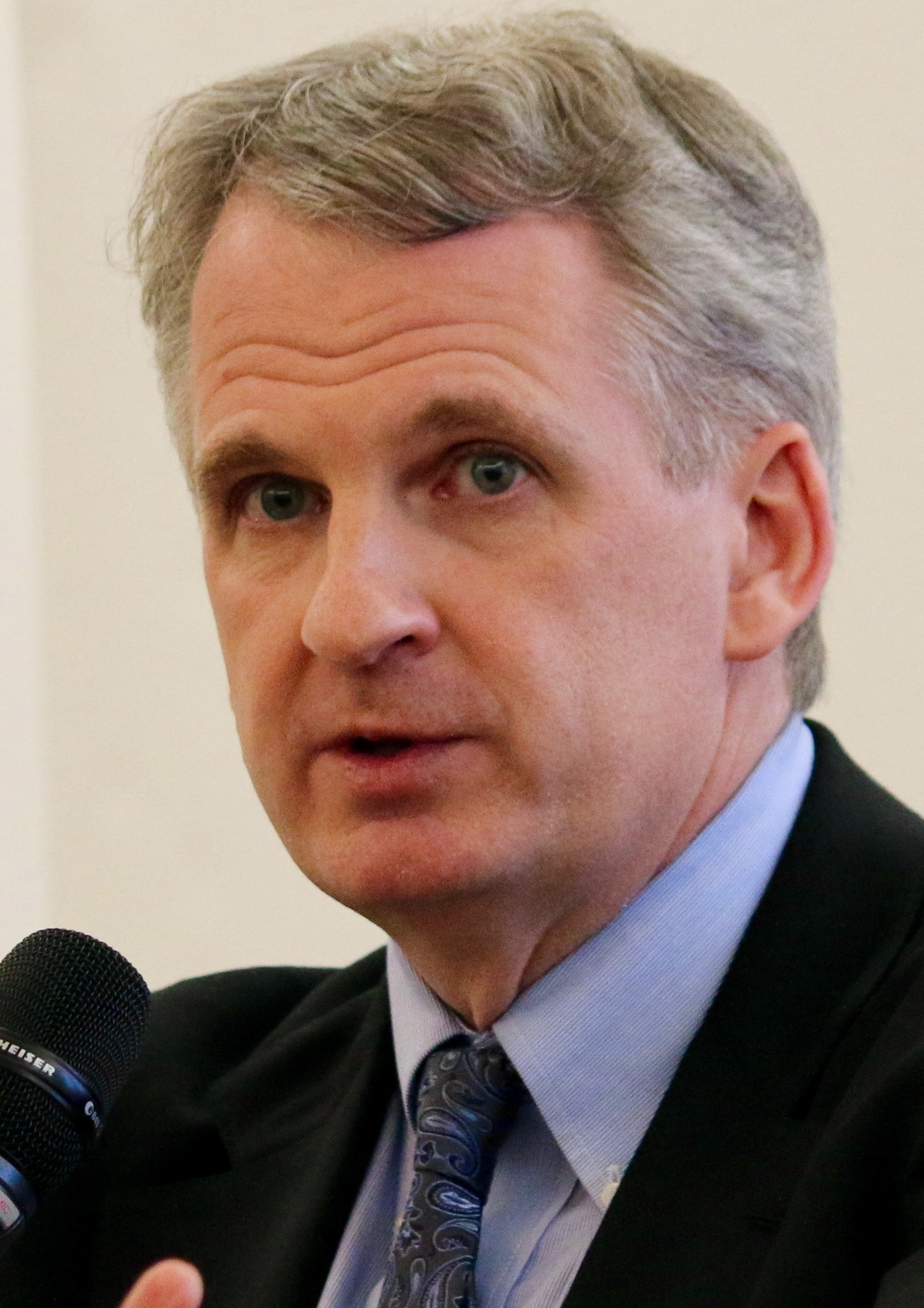
Один из ведущих специалистов по изучению истории современной России и сторонник использования термина «рашизм» Тимоти Снайдер в 2020 году

Исследователи, политики и интеллектуалы по-разному трактуют термин «рашизм». В США понятие получило широкое распространение благодаря Тимоти Снайдеру, опубликовавшему в The New York Times серию тематических статей. В них историк описал историю, предпосылки и лингвистические особенности термина. По мнению Снайдера, российские элиты во главе с Владимиром Путиным всё больше опираются на фашистские принципы, из-за чего существует риск того, что термин «рашизм», ранее используемый только для обозначений конкретных действий российской армии, будет расширен до отождествления всех россиян с фашистами.
Фашисты, называющие других людей фашистами, – это фашизм, доведённый до своей нелогичной крайности как культ отрицания разума. Это финальная точка, когда разжигание ненависти искажает реальность. Это апогей торжества воли над мыслью. Называть других фашистами, будучи фашистом, – основная путинская практика. Я назвал это шизофашизмом. У украинцев более элегантная формулировка. Они называют это «рашизм».Тимоти Снайдер
Однако другие исследователи считают, что использование понятия, наоборот, позволяет проводить символическую линию между поддерживающими войну россиянами и теми, кто выступают против. Так, директор Украинского института национальной памяти Антон Дробович в середине мая 2022 года предложил использовать термин «рашизм», чтобы не отождествлять всех россиян с русскими шовинистами и носителями имперской идеологии. Такой же точки зрения придерживались профессор Кембриджского университета Галина Никипорец-Такигава и Эмиль Паин, которые ещё в 2016 году указали то, что использование термина является попыткой отгородиться от поддерживающих власть, разделив население на «рашистов» и «нерашистов». В то же время российский экономист Яков Миркин считает, что слово «рашизм» в значении «идеологии, которая несёт беду» навешивает ярлык на весь российский народ, включая несогласных с властями, и указывает, что нацизм не называли «германизмом», а фашизм — «итализмом».
Согласно украинскому политологу Петру Олещуку, изначально «рашизм» использовали как словесную метафору для отождествления фашизма с идеологией и практиками путинского режима, однако со временем понятие вошло в политический дискурс не только Украины, но и зарубежных стран. Политолог считает, что в основе понятия лежит «культ силы», от которого исходит «отбрасывание развития и цивилизации, отбрасывание нормальных человеческих отношений, морали, норм. […] Они [рашисты] отбрасывают век прогресса человечества, дабы вернуться в понятный и близкий палеолит, дополненный ракетами и танками. Рашизм — это по сути и есть палеолит с танками, ракетами и имениями для вождей».
При этом мнения исследователей по поводу того, можно ли выделять рашизм как отдельную идеологию, разделились. По мнению профессора Александра Костенко:
Рашизм — это идеология, которая основана на иллюзиях и которая оправдывает допустимость любого произвола ради неверно истолкованных интересов российского общества. Во внешней политике рашизм проявляется, в частности, в нарушении принципов международного права, навязывании миру своей версии исторической правды исключительно в пользу России, злоупотреблении правом вето в Совете Безопасности ООН и так далее. Во внутренней политике рашизм — это нарушение прав человека на свободу мысли, преследование членов «несогласного движения», использование СМИ для дезинформации своего народа и так далее.Александр Костенко

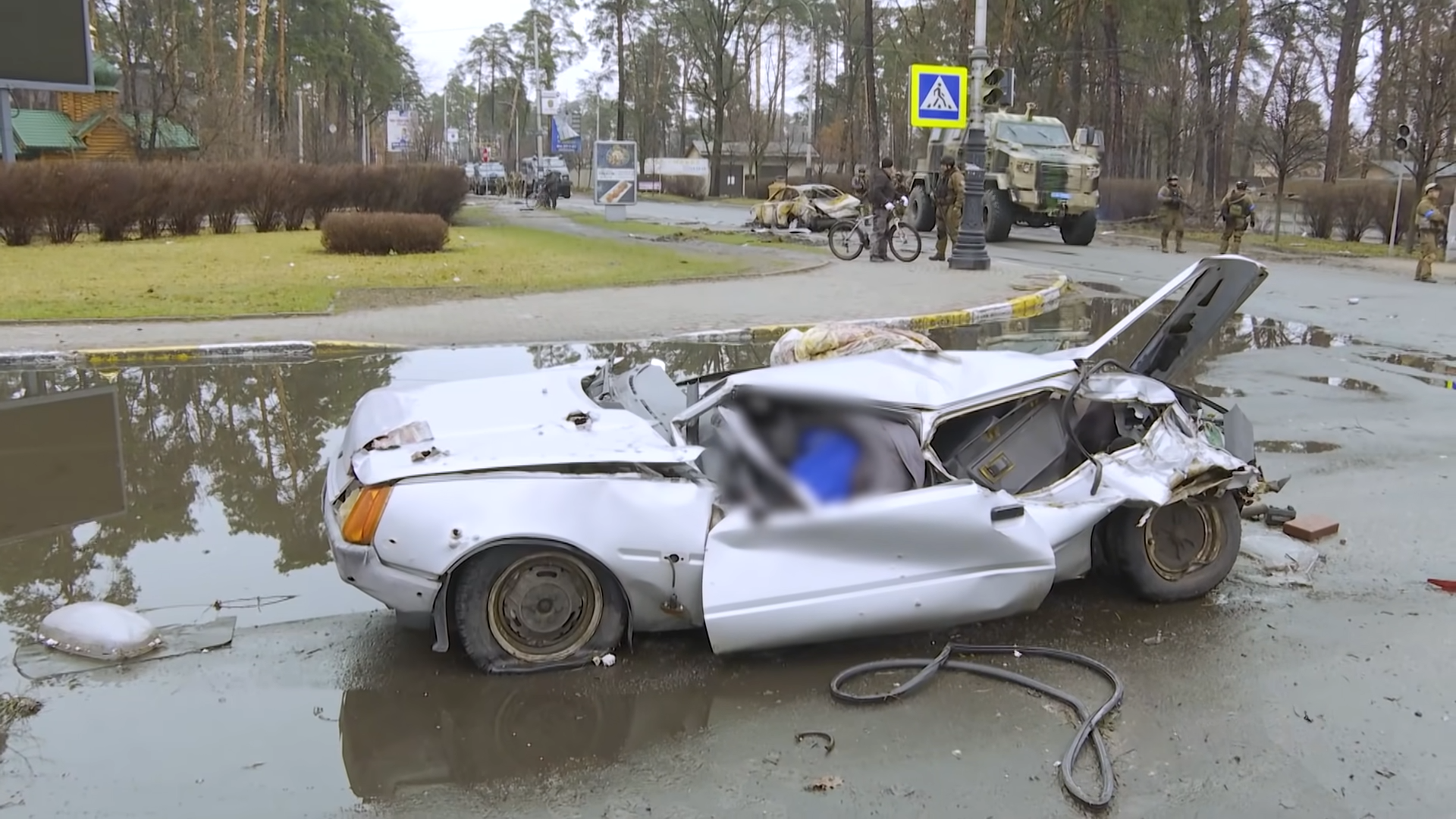
Уничтоженная в Буче машина с гражданским водителем, апрель 2022 года

Александр Костенко также считает рашизм проявлением социопатии. Советник президента Украины Михаил Подоляк сравнивает рашизм с нацизмом, указав на «осознанное массовое согласие российского общества на максимально варварские убийства и разрушения». Другой украинский политический и общественный деятель, бывший депутат Верховной Рады Украины Иван Заец предложил принять закон о запрете, предотвращении и противодействии идеологии рашизма, определяя его как тоталитарную идеологию, характерную именно для России и направленную на уничтожение народов, стремящихся к самостоятельности.
По мнению литературоведа Марка Липовецкого, рашизм не является идеологией, а скорее квазиидеологическим нарративом. Её отличает от идеологии гибкость и нестабильность нарратива, а также существование внутренних противоречий. При этом немецкий политолог Андреас Умланд отмечает, что несмотря на некоторое сходство между вермахтом и российской армией, слово «рашист» является скорее метафорой, чем строгим термином.
Липовецкий также считает, что отличительными составляющими рашизма является советский национализм, постсоветская пропаганда, выступающая за имперское величие, культурный консерватизм, идеализация советской эпохи и убеждение в духовном превосходстве России над всем остальным миром, статизм. По мнению историка, одной из главных предпосылок рашизма является позднесоветская националистическая партия, основанная на сталинистском национал-большевизме, память об анти-космополитической кампании и антисемитизм. Лариса Якубова из Института истории Украины также видит корни идеологии современной России в практиках советского тоталитаризма.
На несоветские корни идеологии указывают такие факты, как критика Владимиром Путиным большевизма и цитирование русского белоэмигрантского фашистского философа Ивана Ильина, а также его заявление о необходимости объединения русских в единое государство.

## Составляющие

### Русизм

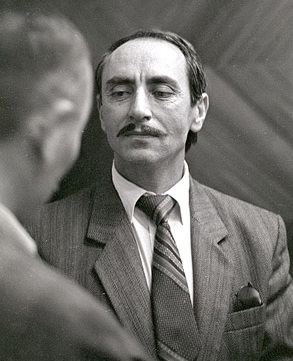
Джохар Дудаев в 1991 году

«Рашизм» часто связывают с термином «русизм» или «русицизм», впервые определённым Александром Герценом как «оскорблённое народное чувство, как тёмное воспоминание и верный инстинкт». В 1990-х его использовал лидер чеченских сепаратистов Джохар Дудаев для обозначения российской политики, назвав русизмом «очень тяжёлую, опасную хроническую болезнь». В 2001 году чеченский полевой командир Шамиль Басаев написал в письме к Путину: «Ваша великорусская мечта, сидя по горло в дерьме, затащить туда всех остальных. Это и есть русизм». В 2004 году ещё один лидер чеченских боевиков, Аслан Масхадов, сказал:
Русизм, существующий, в отличие от немецкого фашизма, более 200 лет, в настоящий момент переживает предсмертную агонию. Известно, что русский шовинизм нигде так не зверствовал, как в Чечне, начиная с XIX века. Закономерно, чтобы именно у нас русизм окончательно сломал себе шею.
Дудаев настаивал, что русизм отличается от известных форм фашизма, расизма и национализма особой жестокостью — как к человеку, так и к природе. Среди других особенностей русизма Дудаев выделял тактику выжженной земли и уничтожение как главный принцип действия, шизофреническую форму мании мирового господства, рабскую психологию, паразитирование на ложной истории, юридико-правовой и идеологический терроризм.
Термин «русизм» также использовали для описания действий российской армии в 2008 году, после вторжения войск в Грузию. Журналист Сергей Сергеев назвал «русизмом» правое русофильство, в основе которого лёг принцип «русскости». После аннексии Крыма термин также использовали как аналог «рашизма». Например, историк Олег Панфилов писал:
Крымский «русизм» своеобразный. До 2014 года выражался исключительно в пророссийских митингах, размахивании российских флагов и целования портретов Путина. В Симферополе и других городах тщательно сохранялись названия улиц и площадей, связанных с коммунистическим прошлым. Такой законсервированный русизм в сочетании с коммунизмом. Украинский язык презирали, над крымскотатарским смеялись, но до поры до времени терпели. Примерно так, как писал Герцен – русские солдаты были недовольны иностранным происхождением Барклая де Толли, выражали недовольство, но служить не переставали.Олег Панфилов

### Русский мир

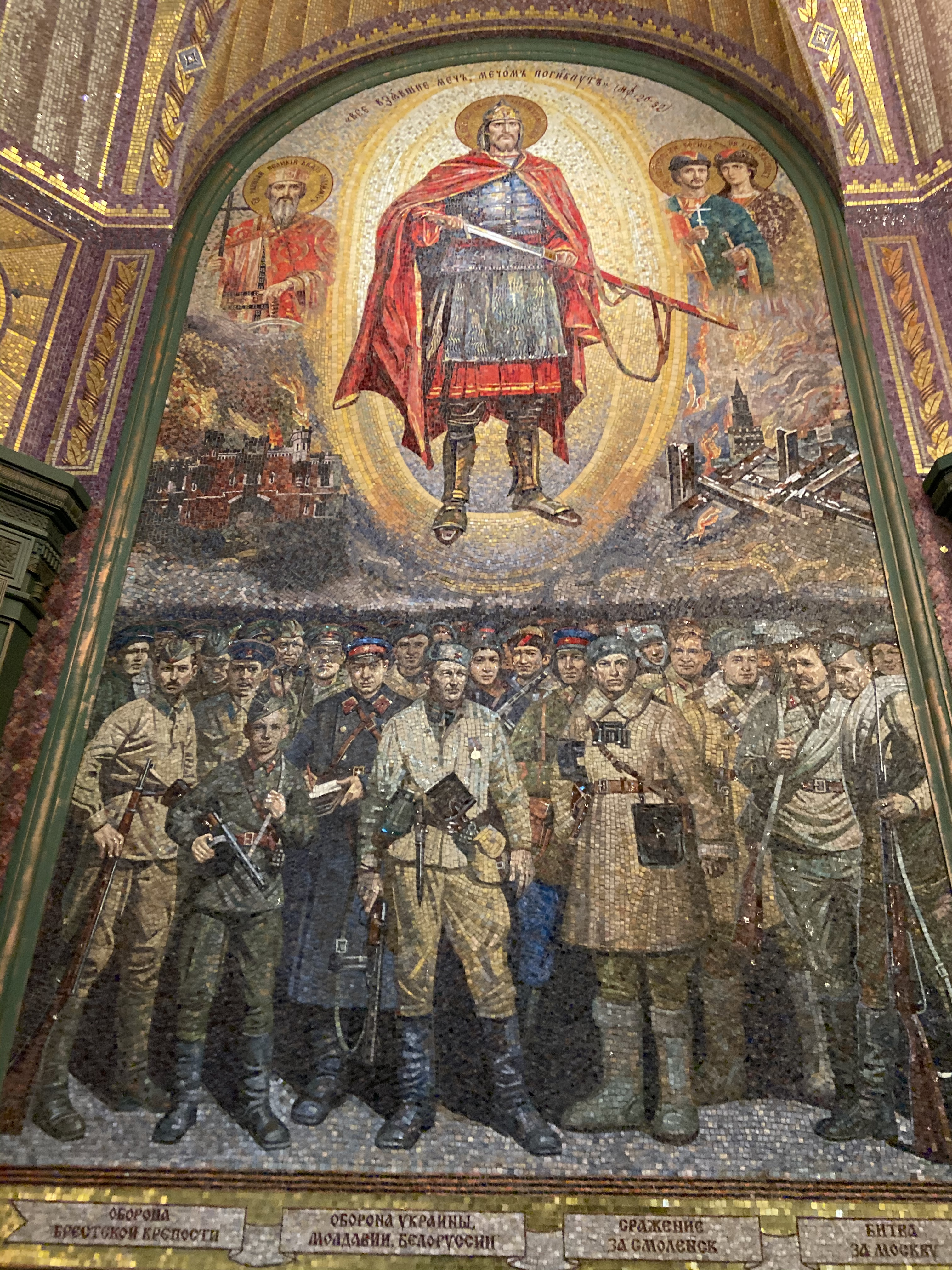
Мозаика в Главном храме Вооружённых сил Российской Федерации, изображающая одновременно православие и советский милитаризм, 2021 год

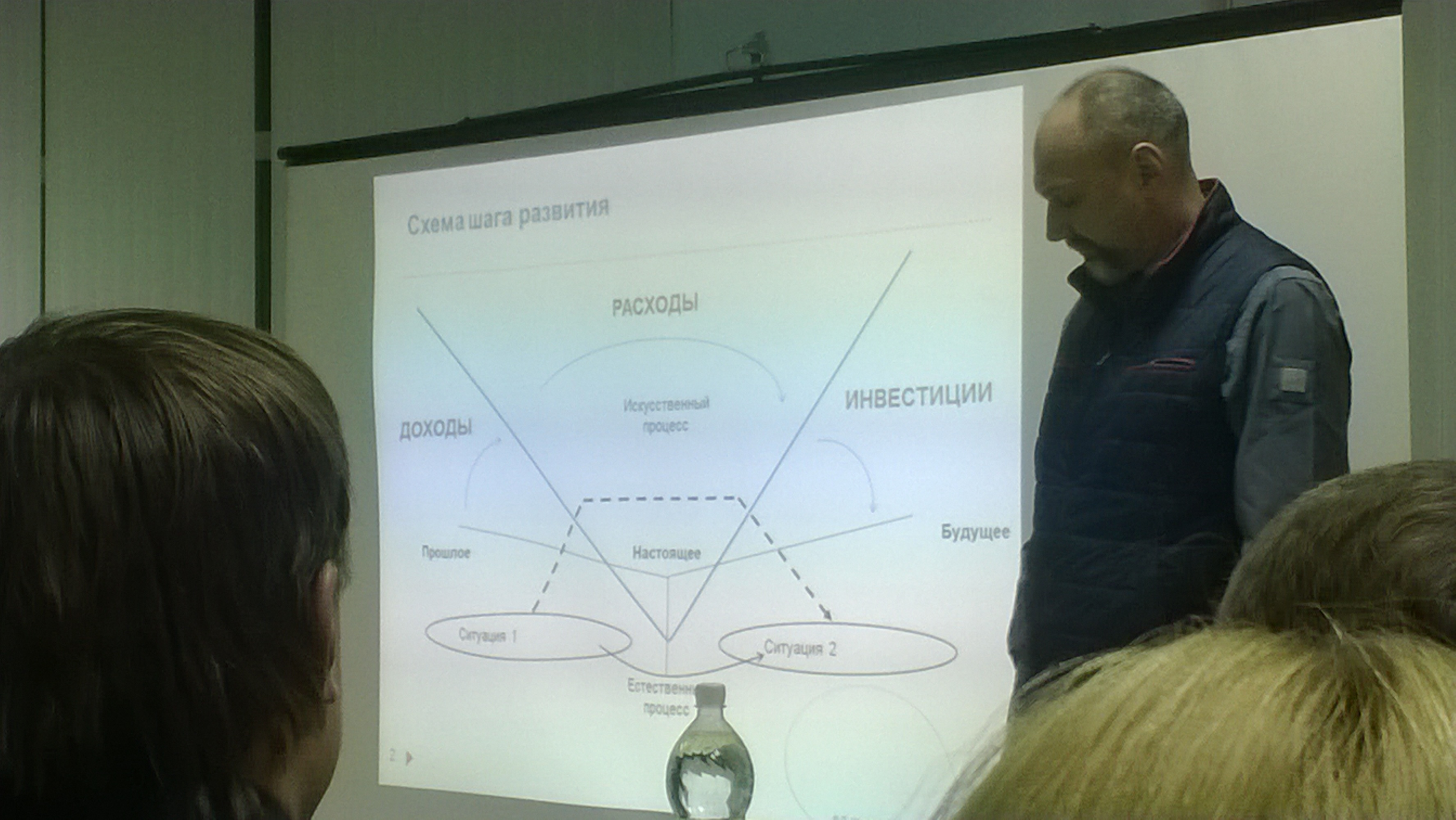
Один из идеологов «Русского мира» Пётр Щедровицкий в 2015 году

Рашизм часто упоминают в контексте концепции так называемого «Русского мира», используемой российскими властями начиная с 2000-х в качестве внешнеполитической доктрины. Однако несмотря на частое появление термина в речах политиков, журналистов и в научных работах, его значение так и не определено. Поэтому исследователи часто трактуют «Русский мир» как «пустое означающее» (англ. floating signifier) или термин, меняющий своё значение в зависимости от контекста. Более того, некоторые исследователи рассматривают «Русский мир» как проявление или инструмент мягкой силы для проведения международной политики.
Несмотря на то, что историю термина можно проследить вплоть до XIX века, в своём современном понимании «Русский мир» получил распространение в 1990-х среди интеллектуальных кругов, близких к российской политической элите того времени. Важную роль в формировании концепции сыграл так называемый Московский методологический кружок или неформальная группа интеллектуалов и политтехнологов, ставившая перед собой задачу рассмотреть социологические и политические проблемы с междисциплинарной точки зрения. Лидеры кружка Пётр Щедровицкий и Сергей Градировский рассматривали «Русский мир» с исключительно инструментальной точки зрения, как сеть русскоязычных людей, проживающих по всему миру и помогающих российскому бизнесу выходить на глобальный рынок. Используемые методологами категории носили достаточно инклюзивный и рефлексивный характер. Члены кружка пытались переосмыслить позиционирование национального государства в глобализованном мире, утверждая, что «Русский мир» — это сообщество больших и малых обществ, мыслящих и говорящих на русском языке.
К началу 2000-х годов руководство России столкнулось с необходимостью разработки и формулирования государственной политики в отношении крупных русских диаспор, образовавшихся в результате распада Советского Союза. По этой причине понятие «Русский мир» было адаптировано в официальную риторику. Концепция позволила не только задать тон сотрудничеству с многочисленными русскоязычными общинами по всему миру, но и продвигать новую государственную идеологию, основанную на принципах православия, традиционных ценностей, русской культуре, а также ирредентизма.
Вскоре концепция была расширена до включения всех русскоязычных и соотечественников проживающих за рубежом. В 2007 году с целью распространения русской культуры Путин основал фонд «Русский мир».
Соотечественник – категория далеко не только юридическая. И уж тем более – не вопрос статуса или каких бы там ни было льгот. Это в первую очередь вопрос личного выбора. Вопрос духовного самоопределения. Этот путь не всегда прост. Ведь понятие “русский мир” испокон века выходило далеко за географические границы России и даже далеко за границы русского этноса.Из выступления Владимира Путина на Конгрессе соотечественников в 2001 году
В 2008 году понятие «Русский мир» легло в основу Концепции внешней политики Российской Федерации, согласно которой, приоритетом России является:
... защищать права и законные интересы российских граждан и соотечественников, проживающих за рубежом, на основе международного права и действующих двусторонних соглашений, рассматривая многомиллионную русскую диаспору — Русский мир — в качестве партнёра, в том числе в деле расширения и укрепления пространства русского языка и культуры.
Начиная с 2014 года идеи о «Русском мире» использовались для оправдания вторжения российских войск на Украину. Представители российской элиты подчёркивали важность украинских территорий для реконструкции границ «русской цивилизации». В то время как из-за его этнонациональной формулировки многие подозревали возрождение русского национализма, чиновники всегда пытались отвергнуть обвинения, заявляя, что «Русский мир» выступает за мультикультурализм и служит только «защите наших соотечественников за рубежом». В 2022 году Сергей Лавров приравнял всю русскую культуру к понятию, заявив, что Запад объявил «тотальную войну» всему «русскому миру».
25 декабря 2022 года в телеинтервью Путин, видимо впервые, открыто заявил, что цель России — территориальное «объединение русского народа».

### Евразийство

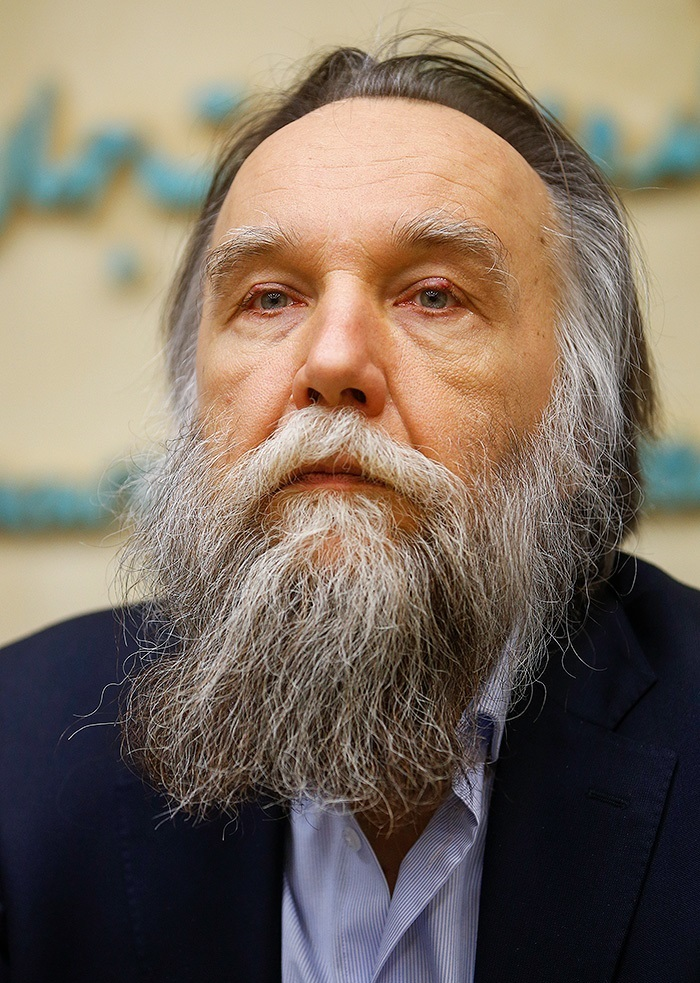
Философ Александр Дугин — один из идеологов рашизма

Одной из составляющих рашизма считают идеологию современного евразийского движения. В её основе лежит положение об «особом» геополитическом расположении России между Европой и Азией, из-за чего страна должна выбирать «Третий путь» развития. Основные принципы идеологии были сформированы в белой эмиграции философами Николаем Трубецким и Романом Якобсоном. В советской России идеи популяризировал писатель и переводчик Лев Гумилёв, разработавший пассионарную теорию этногенеза. По его мнению, существование монголо-татарского ига является всеобщим заблуждением, тогда как в реальности Орда и Русь объединились для противостояния католическому Западу. В 1970-е годы вокруг Гумилёва сформировалась группа учеников и последователей. Туда входил и философ Юрий Бородай, который в 1994 году сформулировал концепцию воссоединения империи, по которой именно оказавшиеся за рубежом русские должны были стать главной движущей силой новой цивилизации. Бородай также отмечал, что: «без Белоруссии, Восточной Украины и Новороссии, без Крыма и русской части Казахстана России не жить».
Главным идеологом современного российского евразийства считается философ и сторонник традиционализма Александр Дугин, призывающий к строительству культурной, духовной, ценностной альтернативы современному западному либерализму. Глобализация, по Дугину, служит прикрытием американскому империализму.
Взгляды Дугина были сформированы во многом благодаря знакомству с лидером «исламского возрождения» Гейдаром Джемалем и участию в кружке поэта Евгения Головина, увлекавшегося эзотерикой, алхимией и оккультизмом. В 1993 году Дугин совместно с писателем Эдуардом Лимоновым основали Национал-большевистскую партию. Спустя десять лет философ создал Международное евразийское движение. После оранжевой революции Дугин основал и Евразийский союз молодёжи, главной целью которого стало строительство империи и возвращение «былой мощи». В Высший Совет Международного евразийского движения входили Министр культуры РФ Александр Соколов, вице-спикер Совета Федерации РФ Александр Торшин, советник Президента РФ Асламбек Аслаханов и другие российские общественные фигуры. Из-за предполагаемой близости Дугина к Кремлю правительство США наложило на него санкции в 2015 году в связи с аннексией Крыма. В июле 2022 года Дугин и его дочь Дарья попали в санкционный список Великобритании за «продвижение политики или действия, направленные на дестабилизацию Украины, подрыв или угрозу территориальной целостности, суверенитета или независимости Украины».
При этом Дугин никогда не скрывал своих взглядов в поддержку фашизма. В своей статье 1992 года «Консервативная революция» Дугин назвал Ваффен-СС и научный сектор этой организации, Аненербе, «интеллектуальным оазисом в рамках национал-социалистического режима». В работе от 1997 года «Фашизм — безграничный и красный» Дугин приветствовал приход в Россию «настоящего, истинного, радикально революционного и последовательного фашистского фашизма».
Фашизм — это Третий Путь [...]. Фашизм не имеет ничего общего с крайним национализмом, с неким национал-радикализмом на грани шовинизма и расовой ненависти. [...] русский фашизм есть соединение естественного национального консерватизма со страстным стремлением к истинным переменам.Александр Дугин
Ряд исследователей, включая Ларуэль, указывали на то, что влияние Дугина на существующий путинский режим зачастую преувеличено. Так, философ был уволен из МГУ во время украинского кризиса 2014 года, а его теории так и не легли в основу государственной идеологии из-за их излишней эзотеричности.
Примером поддержки евразийства в руководстве России является заявление первого заместителя Совета безопасности Дмитрия Медведева о построении Евразии от Лиссабона до Владивостока как цели России.